# SM U-14 (1911)
SM U-14 – niemiecki okręt podwodny typu U-13 zbudowany w Kaiserliche Werft w Gdańsku w latach 1909-1912. Wodowany 11 lipca 1911 roku, wszedł do służby w Cesarskiej Marynarce Wojennej 24 kwietnia 1912 roku, a jego dowódcą został kapitan Walther Schwieger. U-14 w czasie jednego patrolu zatopił 2 statki o łącznej pojemności 3907 BRT. 1 sierpnia 1914 roku został przydzielony do II Flotylli.
W czasie jedynego patrolu bojowego na Morzu Północnym, w czerwcu 1915 roku, dowodzony przez kapitana Maksa Hammerlea U-14 zatopił duński parowiec „Cyrus” (2 czerwca, 1669 BRT) oraz szwedzki parowiec Lappland (3 czerwca, 2238 BRT).
5 czerwca 1915 roku w okolicach Peterhead, Aberdeenshire U-14 został ostrzelany i uszkodzony przez brytyjski trawler. W wyniku uszkodzeń okręt zatonął, zginął jeden marynarz niemiecki.